# Филиппов, Сергей Иванович
Сергей Иванович Филиппов (16 сентября 1910 г. — 21 мая 1978 г.) — советский учёный-металлург, создатель теории процесса обезуглероживания стали. Доктор технических наук, профессор кафедры теории металлургических процессов Московского института стали.

## Биография
Сергей Иванович Филиппов родился 16 сентября 1910 года в Москве в многодетной семье. По окончании школы два года работал красильщиком на текстильной фабрике, затем поступил на вечерний факультет Московского государственного университета, совмещая учёбу с работой лаборанта в Институте электрохимии, а через полтора года перевёлся на дневное отделение МГУ, где в 1937 г. и получил образование по специальности «Физическая химия». Его учителями в то время были А. М. Раковский, Я. И. Герасимов, А. Н. Фрумкин и другие выдающиеся учёные. В том же году он поступил на работу в Московский институт стали ассистентом кафедры теории металлургических процессов, руководимой членом-корреспондентом АН СССР Б. В. Старком, где и работал всю дальнейшую жизнь.
Во время войны С. И. Филиппов с группой изобретателей разрабатывал противотанковую магнитную мину, совместно с академиком А. Н. Фрумкиным вёл работу по созданию высокоэффективных щелочных аккумуляторов для подводных лодок, а с А. М. Самариным внедрял внепечное производство углеродисто-азотистого феррохрома на Челябинском заводе и, работая в термической лаборатории института, — производство снарядов.
В 1947 г. С. И. Филиппов защитил кандидатскую диссертацию, в 1955 году — докторскую. Был избран заведующим кафедрой теории металлургических процессов, работал проректором по научной и учебной работе МИСиС. Около 20 лет был главным редактором журнала «Известия вузов. Чёрная металлургия».
Скончался 21 мая 1978 года.

## Научная и образовательная деятельность
Начиная с 1948 г. он проводил исследования процесса обезуглероживания стали и создал теорию этого сложного металлургического процесса. Полученные результаты легли в основу докторской диссертации. Выявленная С. И. Филипповым критическая концентрация углерода, которая разделяет процесс обезуглероживания стали на два периода, позволила наглядно показать и подробно описать процесс двумя разными кинетическими уравнениями. В монографии С. И. Филиппова «Теория процесса обезуглероживания стали» (1956 г.) и последующих исследованиях и публикациях им и его учениками доказывалась правомерность этой теории.
Много лет был председателем НТО металлургов института, председателем экспертной комиссии ВАКа, являлся членом комиссии металлургической секции Научно-технического Совета МВ и ССО СССР, членом Объединённого Совета по присуждению учёных степеней МИСиС и Учёного Совета ЦНИИЧМ им. Бардина. С 1958 г. и до последних дней жизни был главным редактором журнала «Известия вузов. Чёрная металлургия». Автор более 120 научных работ.
С 1962 г. по 1978 г. С. И. Филиппов руководил кафедрой теории металлургических процессов МИСиС. В этот 16-летний период под его руководством была проведена большая работа по совершенствованию учебно-методического обеспечения учебных курсов кафедры, им написаны учебники и учебные пособия: «Теория металлургических процессов» (1967 г.), «Физико-химические методы исследований» (1968 г.), «Экспериментальные работы по теории металлургических процессов» и большое количество внутривузовских пособий.
Много времени и сил отдавал подготовке кадров высшей квалификации для институтов и производства, в особенности, подмосковного завода «Электросталь». Под его руководством многие инженеры завода выполняли исследования, связанные с совершенствованием технологических процессов и разработкой новых технологий. Развивая теорию металлургических процессов в предложенных им направлениях исследований, защитили докторские диссертации его ученики: М. М. Клюев, ставший профессором кафедры электрометаллургии стали и ферросплавов, а затем — начальником ЦИЛ завода «Электросталь»; С. Н. Падерин и Г. В. Серов стали профессорами кафедры теории металлургических процессов; С. Г. Мельник работал в Физико-технологическом институте металлов и сплавов Национальной академии наук Украины.
Деятельность профессора Филиппова была отмечена высокими правительственными наградами.